# Andropogon crossotos
Andropogon crossotos är en gräsart som beskrevs av Thomas Arthur Cope. Andropogon crossotos ingår i släktet Andropogon och familjen gräs. Inga underarter finns listade i Catalogue of Life.